# Заєзеже (Поморське воєводство)
Заєзеже (пол. Zajezierze) — село в Польщі, у гміні Штум Штумського повіту Поморського воєводства.
Населення — 268 осіб (2011).
У 1975—1998 роках село належало до Ельблонзького воєводства.

## Демографія
Демографічна структура станом на 31 березня 2011 року:
|          | Загалом | Допрацездатний вік | Працездатний вік | Постпрацездатний вік |
| -------- | ------- | ------------------ | ---------------- | -------------------- |
| Чоловіки | 142     | 40                 | 100              | 2                    |
| Жінки    | 126     | 30                 | 85               | 11                   |
| Разом    | 268     | 70                 | 185              | 13                   |